# Nerocila falklandica
Nerocila falklandica es una especie de crustáceo isópodo marino del género Nerocila, familia Cymothoidae. Fue descrita científicamente por Cunningham en 1871.

## Distribución
Esta especie se encuentra en las islas Malvinas.